# Stethynium
Stethynium är ett släkte av steklar. Stethynium ingår i familjen dvärgsteklar.

## Dottertaxa tillStethynium, i alfabetisk ordning[1]
- Stethynium alternatum
- Stethynium angustipenne
- Stethynium ariostoni
- Stethynium atriclavum
- Stethynium atrum
- Stethynium auricolor
- Stethynium auriscutellum
- Stethynium aurum
- Stethynium bidentatum
- Stethynium catulli
- Stethynium centaurus
- Stethynium cinctiventris
- Stethynium cuvieri
- Stethynium daltoni
- Stethynium empoascae
- Stethynium engelsi
- Stethynium flavinotae
- Stethynium funiculatum
- Stethynium gladius
- Stethynium griegi
- Stethynium heracliti
- Stethynium hinnuleus
- Stethynium ibyci
- Stethynium immaculatum
- Stethynium imperator
- Stethynium iridos
- Stethynium latipenne
- Stethynium lavoisieri
- Stethynium levipes
- Stethynium longfellowi
- Stethynium lutheri
- Stethynium maxwelli
- Stethynium mayeri
- Stethynium mutatum
- Stethynium notatum
- Stethynium nubiliceps
- Stethynium obscurum
- Stethynium peccavum
- Stethynium peregrinum
- Stethynium perlatipenne
- Stethynium poema
- Stethynium pygmaeum
- Stethynium quinquedentatum
- Stethynium shakespearei
- Stethynium speciosum
- Stethynium tenerum
- Stethynium thalesi
- Stethynium townesi
- Stethynium triclavatum
- Stethynium tridentatum
- Stethynium varidentatum
- Stethynium vesalii
- Stethynium xenophoni